# Dioctria leleji
Dioctria leleji är en tvåvingeart som beskrevs av Pavel Lehr 1999. Dioctria leleji ingår i släktet Dioctria och familjen rovflugor. Inga underarter finns listade i Catalogue of Life.